# Księżyc
Księżyc (łac. Luna, stgr. Σελήνη Selḗnē; pol. fraz. „Srebrny Glob”, „srebrny glob”; pol. przest. gw. poet. „miesiąc”; pol. przest. poet. „luna” lub „łuna”) – jedyny naturalny satelita Ziemi (nie licząc tzw. księżyców Kordylewskiego, które są obiektami pyłowymi i przez niektórych badaczy uważane za obiekty przejściowe). Jest piątym co do wielkości księżycem w Układzie Słonecznym. Przeciętna odległość od środka Ziemi do środka Księżyca to 384 399 km, co stanowi mniej więcej trzydziestokrotność średnicy ziemskiej. Średnica Księżyca wynosi 3474 km, nieco więcej niż 1/4 średnicy Ziemi. Oznacza to, że objętość Księżyca wynosi około 1/50 objętości kuli ziemskiej. Przyspieszenie grawitacyjne na jego powierzchni to 1,622 m/s², czyli 1/6 przyspieszenia na Ziemi. 
Księżyc odbija światło emitowane przez Słońce oraz światło słoneczne odbite od Ziemi (tzw. światło popielate).
Księżyc wykonuje pełny obieg wokół Ziemi w ciągu 27,3 dnia (tzw. miesiąc syderyczny), a okresowe zmiany w geometrii układu Ziemia–Księżyc–Słońce powodują występowanie powtarzających się w cyklu 29,53-dniowym (tzw. miesiąc synodyczny) faz Księżyca.
Księżyc to jedyne ciało niebieskie, do którego podróżowali i na którym wylądowali ludzie. Do tej pory na księżycowym globie stanęło dwunastu astronautów. Pierwszym sztucznym obiektem w historii, który przeleciał blisko Księżyca, była sonda kosmiczna Łuna 1 wystrzelona przez Związek Radziecki; Łuna 2 jako pierwszy statek osiągnęła powierzchnię ziemskiego satelity, zaś Łuna 3 jeszcze w tym samym roku, co poprzedniczki – 1959 – wykonała pierwsze zdjęcia niewidocznej z Ziemi strony Księżyca. Pierwszym statkiem, który przeprowadził udane miękkie lądowanie była Łuna 9, zaś pierwszym bezzałogowym pojazdem umieszczonym na orbicie Księżyca – Łuna 10 (oba w 1966). Amerykański program Apollo obejmował misje załogowe, zakończone 6 lądowaniami w latach 1969–1972. Eksploracja powierzchni Księżyca przez ludzi została przerwana wraz z zakończeniem lotów Apollo, ostatnią misją bezzałogową była radziecka Łuna 24 w 1976 roku. Dopiero w 2013 roku na powierzchni Księżyca wylądowała chińska sonda Chang’e 3 z łazikiem Yutu.

## Nazwa i etymologia
W przeciwieństwie do naturalnych satelitów innych planet, ziemski nie ma innej polskiej nazwy niż właśnie „Księżyc” (pisane wielką literą).
Starosłowiańska nazwa księżyc, czyli syn księcia, pierwotnie odnosiła się jedynie do młodego Księżyca (między nowiem a pierwszą kwadrą), jako syna „starego” miesiąca; ogólną nazwą był wówczas miesiąc – słowo będące derywatem od praindoeuropejskiej nazwy Księżyca, która może mieć związek z rdzeniem *mē-, oznaczającym „mierzenie“ (czasu). „Księżyc” przyjął się jako ogólne określenie ziemskiego satelity nieco później.
Nazwy niektórych pojęć i terminów związanych z Księżycem wywodzą się ze słów oznaczających „Księżyc” po grecku (stgr. Σελήνη Selene) i po łacinie (łac. Luna). Słowa te były imionami bogiń uosabiających księżyc: Selene w mitologii greckiej i Luny w mitologii rzymskiej. Pochodzące od nich terminy to np.: selenologia, selenofizyka (fizyka księżycowa), selenodezja (geodezja księżycowa – termin ukuty w 1967 roku w związku z licznymi misjami księżycowymi), selenografia (geografia księżycowa), selenonautyka (astronautyka księżycowa), Selenita (domniemany mieszkaniec Księżyca); od drugiego z imion pochodzą: lunochemia, lunacja, lunarny oraz łunochod.
Położenie na powierzchni Księżyca określa się za pomocą współrzędnych selenograficznych.

## Powierzchnia Księżyca

### Dwie strony Księżyca
Księżyc znajduje się w synchronicznej rotacji, co oznacza, że jego okres obrotu wokół osi jest równy okresowi orbitalnemu. Księżyc obraca się wokół osi, której biegun północny ma współrzędne astronomiczne 17h 47m 26s, 65° 38′ 2″. Wskutek takiego obrotu Księżyc zwraca się stale do Ziemi jedną stroną – przez cały czas z Ziemi widoczna jest tylko jedna jego półkula, podczas gdy druga półkula jest stale odwrócona od Ziemi. We wczesnej historii ziemskiego satelity tempo jego rotacji spadło i zostało zatrzymane na obecnym poziomie wskutek procesów działania sił pływowych. Ze względu na ekscentryczność orbity obserwuje się niewielkie odchylenia Księżyca, zwane libracjami, które pozwalają na obserwowanie z Ziemi około 59% jego powierzchni.
Skierowana w stronę Ziemi strona Księżyca jest nazywana stroną widoczną, zaś strona przeciwna – niewidoczną. Strona niewidoczna nie powinna być mylona z ciemną stroną, czyli półkulą aktualnie nieoświetloną przez Słońce (podczas nowiu strona zwrócona ku Ziemi jest ciemną stroną Księżyca). Strona niewidoczna została po raz pierwszy sfotografowana w 1959 roku przez radziecką sondę Łuna 3. Główną cechą wyróżniającą tę stronę jest niemal całkowity brak mórz księżycowych.

### Morza

Libracja Księżyca

Ciemne i względnie nieurozmaicone obszary, które widać gołym okiem na oświetlonej części Księżyca, nazywane są morzami księżycowymi (łac. maria, poj. mare); termin ten nawiązuje do przekonań starożytnych astronomów, którzy uznawali, że są one wypełnione wodą. Obecnie wiemy, że są to obszary zestalonej magmy. Bazalt, powstały z zastygłej lawy, wypełnił kratery meteorytowe utworzone przez spadające odłamki skalne (Oceanus Procellarum to jeden z wyjątków, jeśli chodzi o tę regułę; jego powstanie nie jest związane z żadnym kraterem). Morza znajdują się niemal wyłącznie na widocznej stronie Księżyca, gdzie zajmują 31% powierzchni, na stronie niewidocznej prawie nie występują (jedynie 2% powierzchni). Dotychczas nie sformułowano przekonującej przyczyny takiego rozmieszczenia mórz księżycowych, ostatnio zwraca się uwagę na większą koncentrację pierwiastków radioaktywnych, które produkują ciepło na widocznej półkuli, co wykazały mapy geochemiczne wykonane przez spektrometr gamma Lunar Prospectora. Obszary zawierające dużą liczbę wulkanów tarczowych i kopuł wulkanicznych znajdują się na terenie mórz półkuli widocznej.
| Nazwa                | Nazwa polska         |
| -------------------- | -------------------- |
| Oceanus Procellarum  | Ocean Burz           |
| Mare Nubium          | Morze Chmur          |
| Mare Imbrium         | Morze Deszczów       |
| Mare Serenitatis     | Morze Jasności       |
| Mare Nectaris        | Morze Nektaru        |
| Mare Vaporum         | Morze Oparów         |
| Mare Crisium         | Morze Przesileń      |
| Mare Tranquillitatis | Morze Spokoju        |
| Mare Humorum         | Morze Wilgoci        |
| Mare Frigoris        | Morze Zimne          |
| Mare Fecunditatis    | Morze Obfitości      |
| Lacus Excellentiae   | Jezioro Doskonałości |
| Lacus Mortis         | Jezioro Śmierci      |
| Sinus Roris          | Zatoka Rosy          |
| Sinus Iridum         | Zatoka Tęczy         |
| Palus Putredinis     | Bagno Zgnilizny      |

### Wyżyny
Jaśniejsze obszary Księżyca nazywane są wyżynami lub górami (łac. terrae, ang. highlands), ponieważ położone są wyżej niż morza. Kilka największych obszarów górskich na widocznej półkuli znajduje się na obrzeżach ogromnych kraterów meteorytowych, z których wiele zostało wypełnionych bazaltem; uważa się je za pozostałości pierścieni uformowanych przez fale uderzeniowe. Głównym czynnikiem odróżniającym góry ziemskie od księżycowych jest fakt, że te ostatnie nie powstały w wyniku procesów tektonicznych, a jako efekt zderzeń kosmicznych.
Zdjęcia wykonane w ramach misji Clementine pokazują, że cztery obszary górskie na skraju krateru Peary’ego na księżycowym biegunie północnym pozostają oświetlone przez cały czas. Istnienie takich „szczytów wiecznego światła” właśnie tam jest możliwe dzięki niezwykle małemu odchyleniu osi obrotu Księżyca od płaszczyzny ekliptyki. Jednak obszary takie nie zostały zaobserwowane na biegunie południowym, mimo że brzegi krateru Shackleton pozostają oświetlone przez 80% dnia. Innym następstwem niewielkiego nachylenia osi jest występowanie na dnach kraterów znajdujących się w pobliżu biegunów obszarów wiecznie zacienionych.

### Kratery uderzeniowe

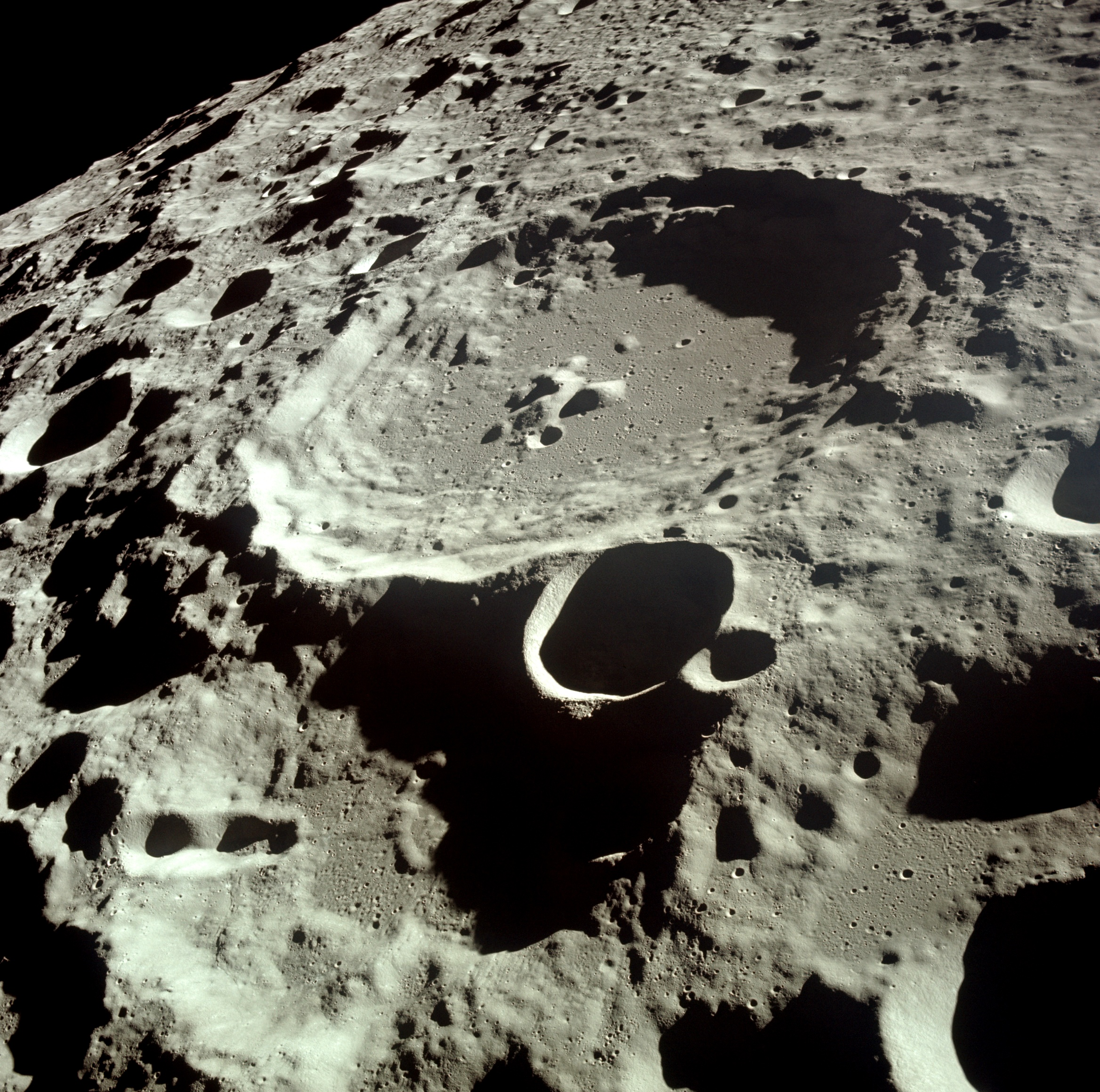
Krater Dedalus na Księżycu

Powierzchnia Księżyca nosi wyraźne ślady licznych uderzeń różnej wielkości odłamkami skalnymi. Kratery uderzeniowe powstają w przypadku zderzenia asteroidy lub komety z powierzchnią ciała niebieskiego; na Księżycu znajduje się około pół miliona kraterów o średnicy powyżej 1 km. Ponieważ uderzenia odłamków skalnych następują dość regularnie, na podstawie badań zagęszczenia kraterów na poszczególnych obszarach można określić wiek danej powierzchni. Brak czynników wpływających na erozję (z powodu braku istotnej atmosfery) oraz brak aktywności tektonicznej sprawił, że wiele kraterów pozostało do dziś w stanie niemal nienaruszonym, przynajmniej porównując je do ich ziemskich odpowiedników.
Największym z księżycowych kraterów i jednym z największych w całym Układzie Słonecznym, jest basen Biegun Południowy – Aitken (ang. South Pole-Aitken basin). Znajduje się on na niewidocznej półkuli, pomiędzy biegunem południowym a równikiem; jego średnica wynosi 2500 km, a głębokość – 13 km. Duże kratery uderzeniowe na widocznej stronie to między innymi Imbrium, Serenitatis, Crisium i Nectaris.
| Krater                           | Średnica [km] | Głębokość [km] |
| -------------------------------- | ------------- | -------------- |
| Basen Biegun Południowy – Aitken | 2500          | 13             |
| Imbrium                          | 1160          | 2,9            |
| Orientale                        | 930           | 6,04           |
| Serenitatis                      | 920           | 2,14           |
| Australe                         | 880           | 2,13           |
| Nectaris                         | 860           | 5,38           |
| Crisium                          | 740           | 4,57           |
| Smythii                          | 740           | 5              |
| Mutus–Vlacq                      | 700           | 3              |
| Humboldtianum                    | 650           | 4,2            |
| Mendel–Rydberg                   | 630           | 5,24           |
| Hertzsprung                      | 570           | 5,31           |
| Ingenii                          | 560           | 4,5            |

### Regolit
Powierzchnia Księżyca pokryta jest warstwą silnie rozdrobnionego materiału skalnego, zwanego regolitem. Jej powstanie powiązane jest z uderzeniami meteorów w powierzchnię Księżyca, toteż warstwa obecna na starszych powierzchniach jest generalnie grubsza niż ta na stosunkowo młodych obszarach. Morza księżycowe pokryte są generalnie 3–5 m regolitu, podczas gdy warstwa pokrywająca wyżyny osiąga od 10 do 20 m grubości. Głębiej pod najmocniej rozdrobnionym regolitem znajduje się warstwa, do której odnosi się termin „megaregolit”. Pokrywa ta jest znacznie grubsza, sięga dziesiątki kilometrów pod powierzchnię Księżyca, i obejmuje warstwę silnie skruszonej skały.

### Obecność wody
Komety oraz meteoroidy nieustannie bombardujące Księżyc najprawdopodobniej dostarczyły na jego powierzchnię pewną ilość wody. W takim przypadku cząsteczki wody szybko rozpadłyby się na tlen i wodór pod wpływem nadfioletu (atmosfera księżycowa, z racji rzadkości, pochłania niezwykle małą część tego promieniowania), te zaś – w warunkach słabej grawitacji – uleciałyby po pewnym czasie w przestrzeń kosmiczną. Jednak ze względu na niezwykle małe nachylenie osi obrotu Księżyca do płaszczyzny ekliptyki (zaledwie 1,5°) światło Słońca nie dociera do wnętrza głębokich kraterów znajdujących się w pobliżu biegunów, co stwarza na tych obszarach warunki do stabilnego istnienia cząsteczek wody.
Podczas misji Clementine wykonano mapy kraterów położonych blisko bieguna południowego, wewnątrz których zachodzi takie zjawisko; symulacje komputerowe wykazały, że nawet 14 000 km² powierzchni Księżyca może pozostawać w wiecznym zacienieniu. Dane zebrane przez Clementine sugerują obecność lodu w tych rejonach, zaś wskazania spektrometru neutronowego Lunar Prospectora wykazują nadzwyczaj wysoką koncentrację wodoru w wierzchnich warstwach regolitu na obszarach okołobiegunowych. Ilość znajdującej się tam wody szacuje się na około 1 km³.
Lód może być wydobywany, a następnie rozdzielany na atomy tlenu i wodoru przy użyciu generatorów nuklearnych lub elektrowni zasilanych energią słoneczną. Obecność pewnej ilości nadającej się do użycia wody jest ważnym czynnikiem umożliwiającym ewentualną kolonizację Księżyca w przyszłości, transport wody z Ziemi byłby bowiem niezwykle kosztowny. Jednak niedawne obserwacje dokonane za pomocą radioteleskopu Arecibo pokazują, że rzekomy lód mógł być po prostu odłamkami skał wyrzuconymi po stosunkowo niedawnych uderzeniach meteorów. Kwestia ilości wody znajdującej się na Księżycu wciąż pozostaje nierozwiązana.
Na podstawie danych dostarczonych przez sondy Chandrayaan-1, Deep Impact oraz Cassini-Huygens, która dokonała pomiarów w 1997 roku, we wrześniu 2009 roku stwierdzono stałe występowanie wody oraz hydroksylu, wchodzących w reakcje z cząsteczkami skał i pyłu, szczególnie w górnych kilku milimetrach gruntu księżycowego. Miejsce znalezienia cząsteczek wody jest sporym zaskoczeniem, ponieważ do tej pory szukano jej nie na nasłonecznionych powierzchniach, a w głębokich kraterach i na biegunach Księżyca. Przywiezione w czasie wypraw Apollo księżycowe skały również zawierały śladowe ilości wody, jednak uznano wtedy, że woda dostała się do próbek już na Ziemi na skutek nieszczelności pojemników.
Badanie próbek regolitu z powierzchni księżyca dostarczonych przez sondę Chang’e 5 wykazało obecność w nich szklanych kulek, w których zidentyfikowano cząsteczki wody i hydroksylu. Analizujący próbki naukowcy z Chińskiej Akademii Nauk stwierdzili, że cząsteczki wody pochodzą z wiatru słonecznego. Cząsteczki wodoru pochodzące z wiatru słonecznego miałyby się łączyć z tlenem na powierzchni księżyca, co tworzyłoby szczególnego rodzaju cykl hydrologiczny. Zidentyfikowano 117 kulek tego rodzaju w 1,7 kg pobranego materiału. Gdyby proporcje wody w regolicie były takie same na całym księżycu, jak w badanej próbie, oznaczałoby to, że na księżycu jest 270 trylionów kg wody.

## Charakterystyka fizyczna

### Struktura wewnętrzna

Schemat struktury wewnętrznej Księżyca

Wzmocnione nasycenie koloru powierzchni Księżyca – odcienie czerwonawo-rdzawobrązowe wskazują na minerały tlenku żelaza, a niebieskawe na minerały tlenku tytanu

Księżyc jest ciałem wewnętrznie zróżnicowanym, złożonym z różniących się pod względem geochemicznym skorupy, płaszcza i jądra. Zróżnicowanie to jest najprawdopodobniej efektem krystalizacji frakcyjnej magmy księżycowej krótko po powstaniu ziemskiego satelity około 4,5 miliarda lat temu. Energia wymagana do stopienia zewnętrznych warstw miała prawdopodobnie swoje źródło w tzw. wielkim zderzeniu, które uważa się za przyczynę powstania układu Ziemia-Księżyc, oraz późniejszym ponownym połączeniu odłamków na orbicie ziemskiej. Krystalizacja tego oceanu magmy dała początek ciężkiemu płaszczowi oraz bogatej w plagioklazy skorupie (patrz też „Pochodzenie i ewolucja geologiczna” poniżej). Geochemiczne mapy powierzchni Księżyca wykazują, że jego skorupa zawiera duże ilości skał anortozytowych, co zgadza się z teorią dawnego istnienia oceanu magmy. Z pierwiastkowego punktu widzenia, składa się ona przede wszystkim z tlenu, krzemu, żelaza, wapnia oraz glinu. Bazując na metodach geofizycznych, oceniono jej grubość na około 50 km.
Częściowo płynny płaszcz księżycowy umożliwił wystąpienie erupcji wulkanicznych, a co za tym idzie powstanie bazaltowych mórz. Chemiczna analiza tych warstw bazaltu wskazuje na dominującą rolę oliwinu, ortopiroksenu i klinopiroksenu, przy czym płaszcz Księżyca jest bardziej bogaty w żelazo niż jego ziemski odpowiednik. Na niektórych obszarach bazalt księżycowy zawiera pewne ilości tytanu (w postaci minerału ilmenitu), co sugeruje duże zróżnicowanie składu chemicznego wewnątrz płaszcza. Głęboko pod powierzchnią (ok. 1000 km) stwierdzono występowanie powtarzających się w miesięcznych odstępach trzęsień, powiązanych prawdopodobnie z napięciami powodowanymi ekscentrycznością orbity Księżyca.
Gęstość Księżyca wynosi średnio 3346,4 kg/m³, co czyni go drugim pod tym względem księżycem w całym Układzie Słonecznym (zaraz po Io). Promień stałego jądra wynosi około 240 km, nad nim rozciąga się półpłynne jądro o promieniu 330 km, co stanowi 20% promienia całego Księżyca (niewiele, mając na uwadze fakt, że u większości skalnych planet i księżyców promień jądra sięga ok. 50% promienia całkowitego). Wewnętrzna część jądra składa się przede wszystkim z żelaza, w zewnętrznej płynnej części znajdują się w nim także małe ilości lekkich elementów takich jak siarka czy tlen.

### Topografia

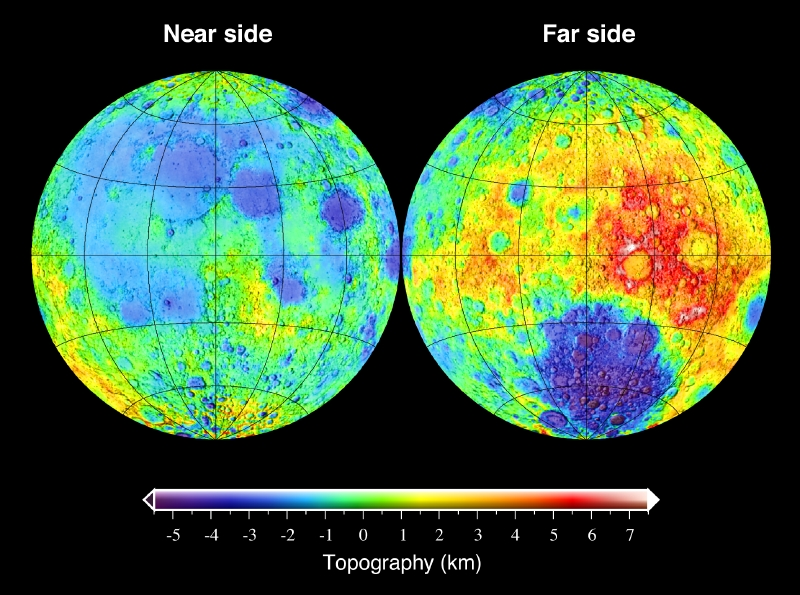
Mapa topograficzna Księżyca

Dane dotyczące topografii Księżyca zostały uzyskane dzięki metodom altymetrii laserowej oraz stereoanalizy obrazów, a ostatnio także na podstawie danych dostarczonych podczas misji Clementine. Najbardziej widocznym elementem topografii Księżyca jest ogromny basen Biegun Południowy – Aitken (ciemnofioletowy obszar na ilustracji), który obejmuje najniżej położone tereny na Księżycu. Obszary położone najwyżej znajdują się niedaleko na północny wschód od tego miejsca; przypuszcza się, że mogły one powstać z ogromnej ilości odłamków skalnych wyrzuconych przy uderzeniu, które spowodowało powstanie basenu Biegun Południowy – Aitken. Inne duże kratery, takie jak Imbrium, Serenitatis, Crisium, Smythii i Orientale, również wyróżniają się dość dużą różnicą wysokości pomiędzy dnem zagłębienia a jego brzegami i pobliskimi obszarami. Dodatkową ciekawostką może być fakt, że średnia wysokość terenu dla niewidocznej półkuli jest o około 1,9 km większa niż dla półkuli widocznej.

### Pole grawitacyjne

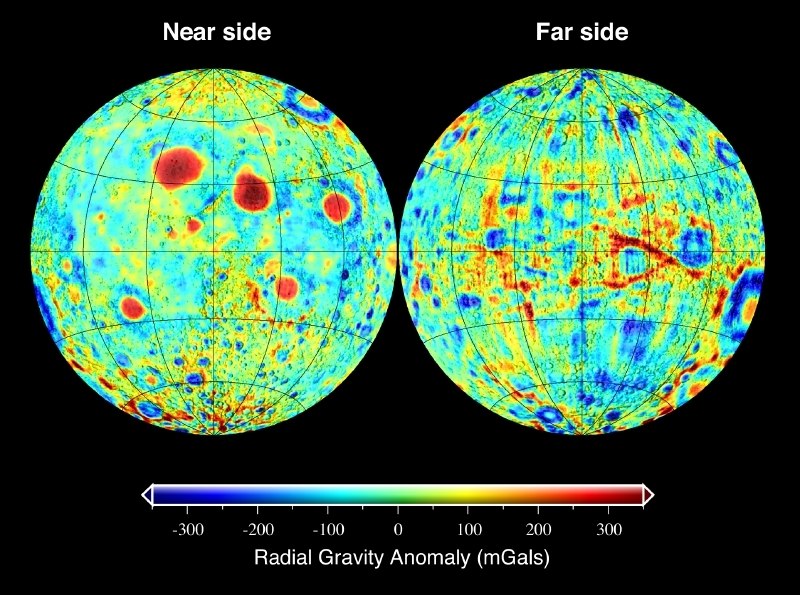
Anomalie w polu grawitacyjnym na powierzchni Księżyca

Natężenie pola grawitacyjnego (przyspieszenie grawitacyjne) Księżyca zostało wyliczone na podstawie obserwacji sygnałów radiowych wysyłanych przez orbitujące wokół Księżyca sondy. Wykorzystano do tego efekt Dopplera polegający na zmianie częstotliwości sygnałów radiowych odbieranych na Ziemi lub innej sondzie z sondy krążącej wokół Księżyca, gdy oddala lub przybliża się ona do odbiornika, a tym samym i Księżyca. Badanie takie przeprowadzono między innymi z użyciem sondy Lunar Prospector. Ponieważ z powierzchni Ziemi można obserwować tylko jedną stronę Księżyca, natężenie pola grawitacyjnego na jego niewidocznej stronie nie jest dobrze znane. 
Cechą charakterystyczną księżycowego pola grawitacyjnego jest występowanie tzw. maskonów, obszarów o zwiększonej grawitacji, świadczących o występowaniu pod powierzchnią Księżyca substancji o gęstości większej od otoczenia. Położenie maskonów jest powiązane z niektórymi ogromnymi basenami uderzeniowymi. Anomalie te wywierają znaczny wpływ na tor obiegu Księżyca przez statki kosmiczne, w związku z czym planowanie misji księżycowych wymaga opracowania dokładnego modelu grawitacyjnego. Istnienie maskonów może w pewnym stopniu być powodowane obecnością gęstej, bazaltowej lawy wypełniającej niektóre z basenów uderzeniowych. Samo to jednak nie tłumaczy całości tych anomalii grawitacyjnych; modele grawitacyjne wykonane przez Lunar Prospectora pokazują, że niektóre maskony występują w miejscach niezwiązanych z jakimikolwiek przejawami wulkanizmu. Z drugiej strony, wielkie obszary wulkanizmu bazaltowego w Oceanus Procellarum nie wywołują żadnych anomalii grawitacyjnych.

### Pole magnetyczne

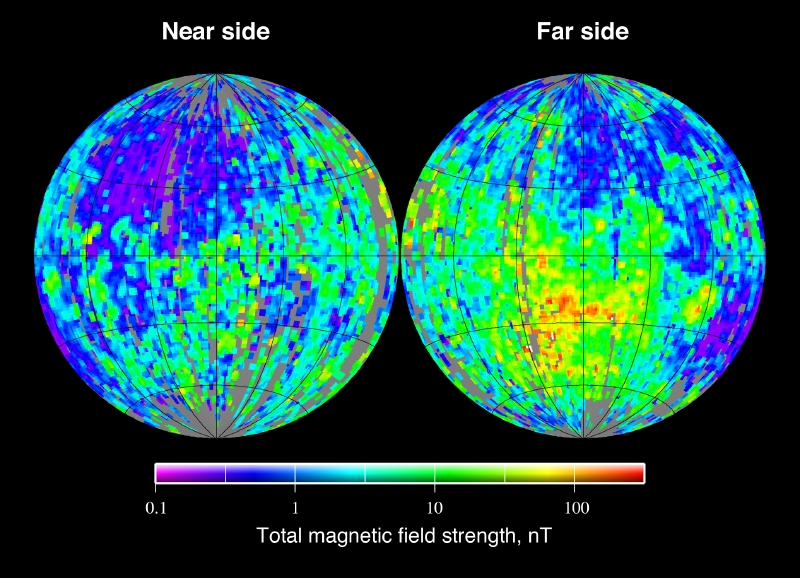
Opracowana na podstawie danych z reflektometru elektronowego Lunar Prospectora mapa natężenia księżycowego pola magnetycznego

Księżyc ma zewnętrzne pole magnetyczne, którego natężenie waha się od 1 do 100 nanotesli – ponad 100 razy słabsze od ziemskiego (30 000–60 000 nanotesli). Inną różnicą jest fakt, że pole magnetyczne Księżyca nie ma charakteru dipolarnego, na podstawie tych cech uważa się, że głównym źródłem tego pola nie jest jądro, a skorupa. Jedna z hipotez zakłada, że nabrała ona właściwości magnetycznych we wczesnej historii satelity, kiedy dynamo magnetohydrodynamiczne w jądrze wciąż funkcjonowało, jednak ze względu na niewielkie rozmiary jądra teza ta wydaje się być mało prawdopodobna. Inne wyjaśnienie zakłada możliwość generowania pola magnetycznego podczas uderzeń meteorów w powierzchnię ciał pozbawionych grubej warstwy atmosfery. Teorię tę może popierać zaobserwowany wzrost natężenia pola na antypodach największych kraterów. Fenomen ten tłumaczony jest przemieszczaniem się plazmy powstałej podczas zderzenia w obecności otaczającego pola magnetycznego.

### Atmosfera
Atmosfera Księżyca jest niezwykle cienka; jej całkowita masa wynosi zaledwie 104 kg. Jednym ze źródeł jej pochodzenia jest uwalnianie gazów takich jak radon, powstających podczas rozpadu pierwiastków promieniotwórczych zawartych w płaszczu oraz skorupie. Również bombardowanie mikrometeorytami, jonami wiatru słonecznego, elektronami i promieniowaniem słonecznym powoduje odrywanie cząsteczek od powierzchni i ich przechodzenie do stanu gazowego. Gazy powstałe w ten sposób mogą zostać pod wpływem grawitacji wtórnie wchłonięte przez regolit lub ulecieć w przestrzeń kosmiczną, wyrzucone przez promieniowanie słoneczne albo pole magnetyczne wiatru słonecznego (o ile są zjonizowane). Pierwiastki takie jak sód (Na) czy potas (K) wykryto w atmosferze księżycowej metodami spektroskopii z Ziemi, natomiast spektroskop alfa Lunar Prospectora wykazał obecność radonu-222 i polonu-210. Argon-40, hel-4, tlen, metan, azot, tlenek węgla (II) oraz tlenek węgla (IV) zostały wykryte za pomocą detektorów ustawionych przez astronautów misji Apollo.

## Pochodzenie i ewolucja geologiczna

### Powstanie Księżyca
Powstało kilka teorii wyjaśniających pochodzenie ziemskiego Księżyca. Najwcześniejsze przypuszczenia zakładały, że oderwał się on od skorupy ziemskiej wskutek sił odśrodkowych, pozostawiając bliznę w postaci ogromnego zagłębienia (którym miał być Ocean Spokojny). Jednak ta koncepcja „rozszczepieniowa” wymagała zbyt dużej początkowej energii obrotu, toteż pojawiła się hipoteza zakładająca, że Księżyc powstał niezależnie od Ziemi i został przez nią tylko przechwycony. Również ona nie zdobyła uznania w świecie nauki, ponieważ warunki wymagane do spełnienia jej założeń (np. gruba warstwa atmosfery, zdolna rozproszyć energię Księżyca) były niemożliwe do spełnienia. Teoria „koformacji” zakładała natomiast, że Ziemia i Księżyc powstały równocześnie z tego samego dysku akrecyjnego. Według jej twórców, Księżyc uformował się z materiału otaczającego proto-Ziemię w taki sam sposób, jak planety z pierwotnego dysku wokółsłonecznego. Nie wyjaśnia ona jednak obecności na Księżycu żelaza w postaci metalicznej. Również żadna z tych hipotez nie wyjaśnia wysokiej wartości momentu pędu układu Ziemia-Księżyc.
Obecnie najpopularniejszą teorią tłumaczącą powstanie ziemskiego satelity jest teoria wielkiego zderzenia. Zakłada ona, że zderzenie proto-Ziemi z ciałem wielkości Marsa wyzwoliłoby ilość energii wystarczającą do wyrzucenia dostatecznej ilości materii na orbitę okołoziemską; z materii tej następnie miał uformować się Księżyc. Jako że według obecnie obowiązujących teorii planety powstawały w toku stopniowej akrecji z małych ciał, tego typu zdarzenia musiały następować dość często w trakcie formacji Układu Słonecznego. Komputerowe symulacje takiego zdarzenia są też zgodne z danymi odnośnie do momentu pędu systemu Ziemia-Księżyc, przewidują również niewielki rozmiar księżycowego jądra. Nierozstrzygnięte zagadnienia tej teorii dotyczą przede wszystkim ustalenia względnych rozmiarów Ziemi i ciała, z którym nastąpiła kolizja, a także tego, jaka ilość materiału pochodzącego z Ziemi i owego ciała utworzyła Księżyc. Według obecnych danych, ziemski satelita powstał 4,527 ± 0,01 miliarda lat temu, to jest około 30–50 milionów lat po uformowaniu się Układu Słonecznego.

### Księżycowy ocean magmy
Ogromna ilość energii uwolniona podczas zderzenia i późniejszego wtórnego połączenia się materiału na orbicie ziemskiej doprowadziła najprawdopodobniej do stopienia dużej części Księżyca. Stopiona wówczas zewnętrzna warstwa satelity znana jest jako tzw. księżycowy ocean magmy; uważa się, że jego głębokość sięgała od 500 km nawet do samego środka Księżyca.
W miarę stygnięcia magmy rozpoczęła się jej frakcyjna krystalizacja i wewnętrzne rozwarstwianie, co dało początek różniącym się pod względem geochemicznym skorupie i płaszczowi. Przypuszcza się, że płaszcz oddzielił się od skorupy wskutek strącenia się minerałów: oliwinu, klinopiroksenu oraz ortopiroksenu. Po skrystalizowaniu około ¾ oceanu magmy na powierzchnię, z racji niskiej gęstości, wydostał się zestalony już anortyt, formując skorupę.
Partie magmy skrystalizowane na samym końcu zajęły przestrzeń pomiędzy skorupą a płaszczem; zawierały one duże ilości pierwiastków niereaktywnych i produkujących ciepło. Warstwa ta jest w geologii określana za pomocą skrótu KREEP, powstałego od słów: potas (K), rare earth elements (REE, ang. „metale ziem rzadkich”) i fosfor (P); wydaje się ona skupiać w obrębie wyżyny Procellarum KREEP, obszaru geologicznego obejmującego większą część Oceanus Procellarum i Mare Imbrium na widocznej stronie Księżyca.

### Ewolucja geologiczna

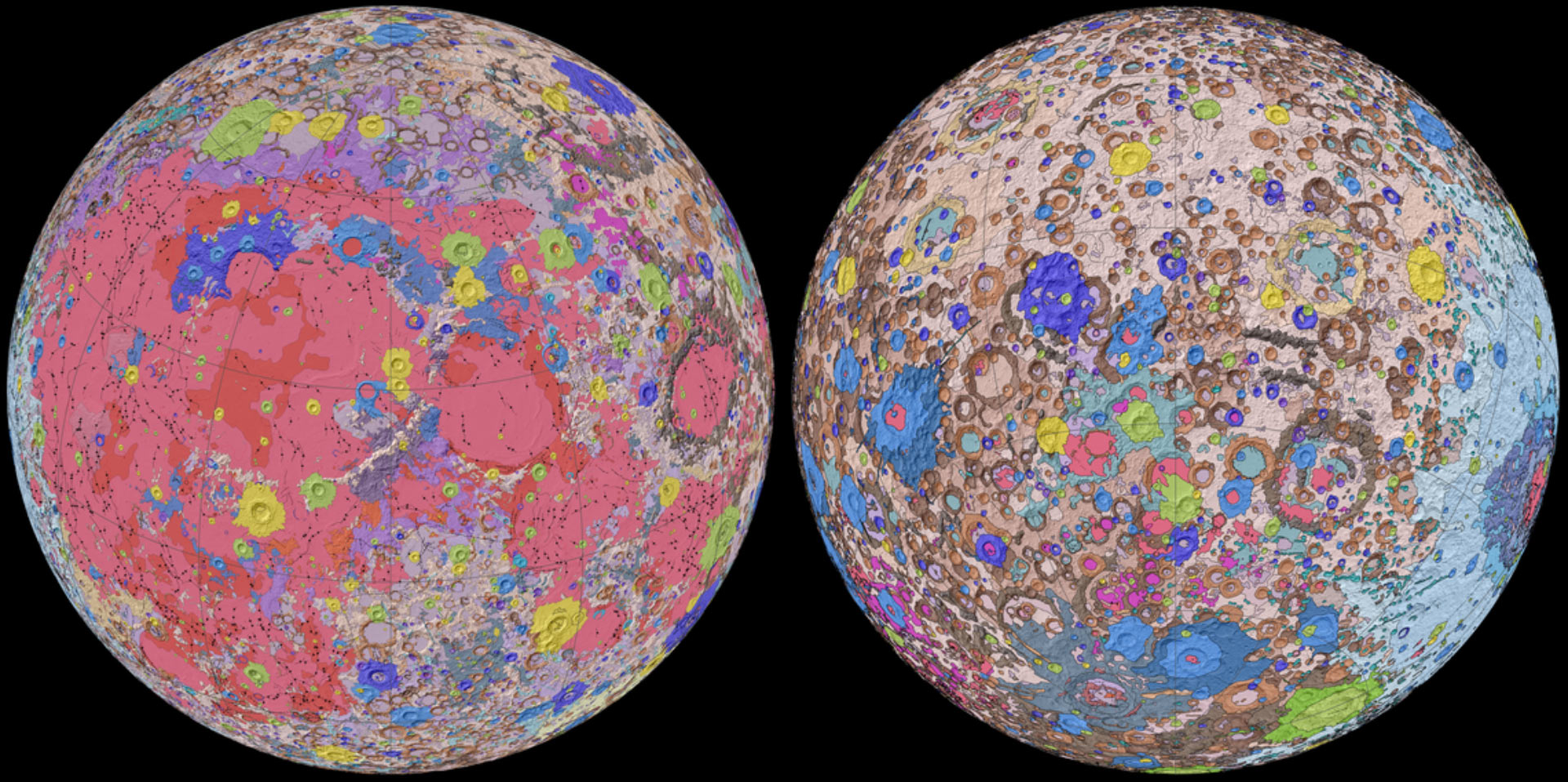
Mapa geologiczna Księżyca

Duża część późniejszej ewolucji geologicznej Księżyca została zdominowana przez zjawiska związane z kosmicznymi zderzeniami. Podział geologicznej skali czasu ziemskiego satelity jest w głównej mierze oparty na momentach wystąpień największych uderzeń, które przyczyniły się do powstania zagłębień takich jak Nectaris, Imbrium czy Orientale. Te ogromne kratery, o średnicy rzędu setek kilometrów, otoczone są zwykle wieloma pierścieniami materii wyrzuconej po uderzeniu. W pobliżu każdego z nich znajdują się też ogromne obszary pokryte tą materią, formujące góry i wyżyny. Wprawdzie określono dotychczas wiek zaledwie kilku wielopierścieniowych kraterów, informacje te są jednak niezwykle użyteczne przy stratygraficznym datowaniu względnym innych obszarów. Nieustanne bombardowanie powierzchni Księżyca odłamkami skalnymi odpowiedzialne jest za powstanie regolitu.
Kolejnym ważnym procesem odpowiedzialnym za ukształtowanie powierzchni Księżyca był wulkanizm, który spowodował powstanie mórz. Nagromadzenie pierwiastków wydzielających ciepło w obrębie wyżyny Procellarum KREEP prawdopodobnie doprowadziło do podgrzania i częściowego stopienia niżej położonego płaszcza. Część powstałej magmy w trakcie erupcji wydostała się na powierzchnię, tworząc ogromne, pokryte bazaltem obszary głównie na widocznej stronie Księżyca. Większość mórz księżycowych powstało w okresie imbryjskim (od 3,5 do 3 miliardów lat temu). Mimo to, niektóre próbki datowane są na 4,2 miliarda lat, zaś najpóźniejsze erupcje miałyby wystąpić jedynie 1,2 miliarda lat temu.
Wielu kontrowersji dostarczyła dyskusja nad tym, czy powierzchnia Księżyca wciąż podlega zmianom. Niektórzy astronomowie twierdzili, że obserwowali znikanie lub powstawanie kraterów oraz inne przejściowe zmiany (ang. transient lunar phenomena). Obecnie uważa się te relacje za fałszywe i tłumaczy przeprowadzaniem obserwacji w różnych warunkach oświetleniowych, kiepską stabilnością obrazu lub niedokładnością wcześniejszych rysunków. Jakkolwiek, potwierdzono występowanie zjawiska wydzielania gazów ze skorupy, co mogło być przyczyną niektórych zaobserwowanych zmian. Niedawno pojawiła się sugestia, jakoby obszar powierzchni Księżyca o średnicy 3 km miał być zmodyfikowany w wyniku uwolnienia dużej ilości gazu około miliona lat temu.

### Skały księżycowe
Najogólniejszy podział skał księżycowych obejmuje skały tworzące morza i leżące na terenach wyżyn. Skały „wyżynne” dzielą się na trzy główne kategorie: żelazowo-anortozytowe, magnezowe oraz alkaliczne (niektórzy zaliczają te ostatnie do kategorii skał magnezowych). Skały żelazowo-anortozytowe składają się niemal wyłącznie z minerału anortytu (należącego do rodziny plagioklazów). Datowanie radiometryczne pozwoliło na określenie ich wieku na około 4,4 miliarda lat.
Skały magnezowe i alkaliczne to przede wszystkim bogate w cięższe pierwiastki skały wulkaniczne. W tej grupie dominują dunity, troktolity, gabro, alkaliczne anortozyty i, w mniejszych ilościach, granity. W przeciwieństwie do żelazowo-anortozytowych, skały magnezowe i alkaliczne charakteryzują się stosunkowo dużą zawartością magnezu i żelaza. Uważa się, że powstały one wskutek intruzji magmy w warstwy uformowanej już skorupy księżycowej (choć niektóre przykłady wskazują również na ekstruzje jako źródło ich pochodzenia) około 4,4–3,9 miliarda lat temu. Badania wykazały również pewną zawartość komponentu geochemicznego KREEP.
Księżycowe morza zbudowane są wyłącznie z bazaltu. Pomimo dużego podobieństwa do bazaltów wyżynnych, bazalt „morski” charakteryzuje się zdecydowanie większą zawartością żelaza i tytanu oraz niemal całkowitym brakiem związków wodoru.
Według relacji astronautów, pył na powierzchni Księżyca przypominał śnieg i pachniał jak zużyty proch strzelniczy. Składa się on głównie z dwutlenku krzemu (SiO2), najprawdopodobniej pochodzącego z meteoroidów uderzających w powierzchnię ziemskiego satelity. Inne składniki to wapń i magnez.

## Orbita i powiązania z Ziemią

Układ ruchu Ziemi i Księżyca.

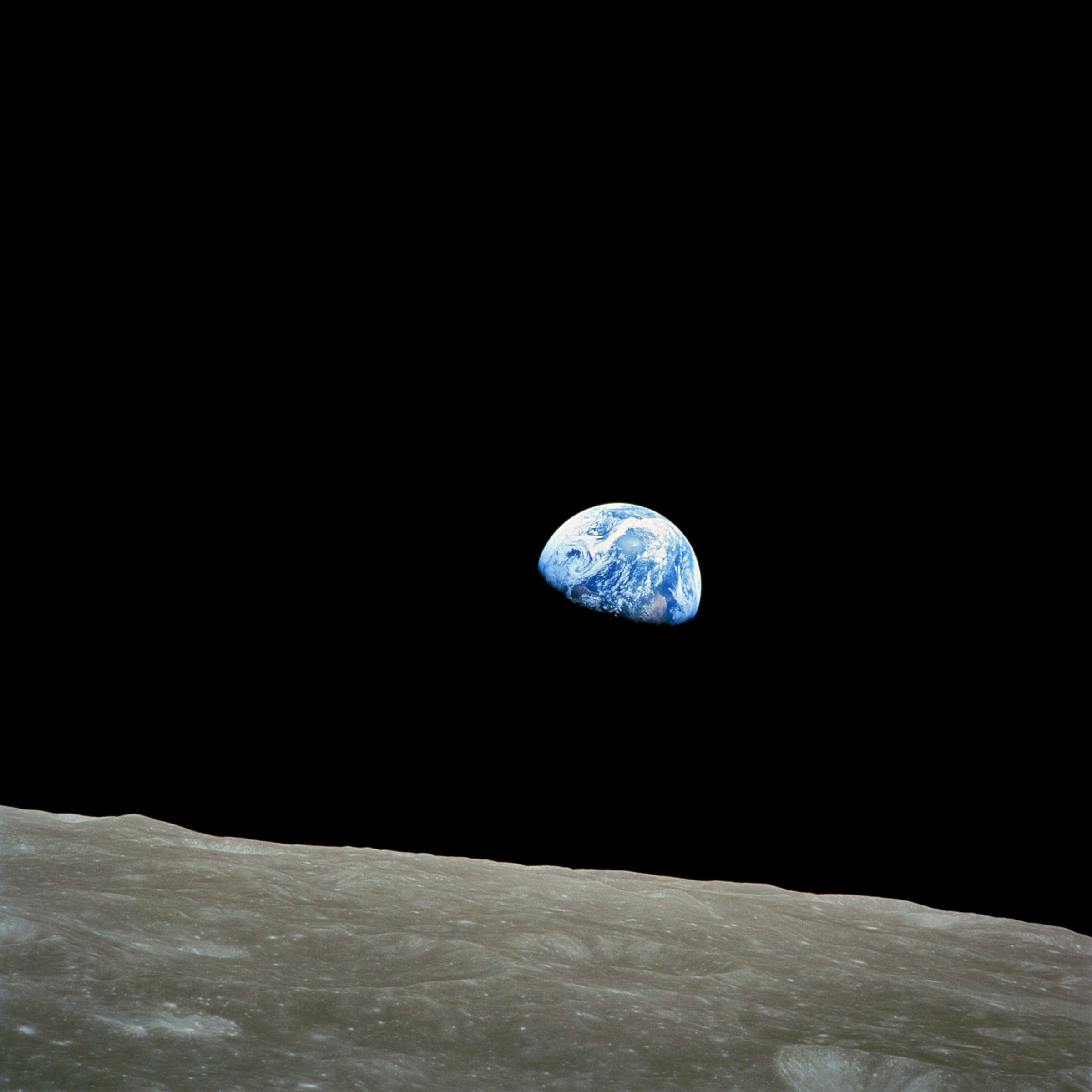
Ziemia widziana z orbity Księżyca podczas misji Apollo 8 (24 grudnia 1968)

Księżyc porusza się po orbicie, która nie jest idealnym okręgiem, lecz elipsą o mimośrodzie 0,0554. Powoduje to, że odległość Księżyca od Ziemi zmienia się od 363 104 kilometrów w perygeum do 405 696 kilometrów w apogeum.
Całkowity obieg Księżyca wokół Ziemi (mierzony względem tzw. gwiazd stałych), czyli okres orbitalny, trwa około 27,3 dnia. Jednak uwzględniając ruch Ziemi po orbicie okołosłonecznej, okres ten wydłuża się do 29,5 dnia i nazywany jest miesiącem synodycznym (innymi słowy, to czas pomiędzy dwiema tymi samymi fazami Księżyca). W przeciwieństwie do większości satelitów innych planet, orbita Księżyca leży w pobliżu płaszczyzny ekliptyki, nie zaś ziemskiej płaszczyzny równikowej. Księżyc Ziemi jest ponadto względnie największym satelitą całego Układu Słonecznego (w stosunku do obieganej planety); wprawdzie wskaźnik ten jest wyższy u Charona, satelity Plutona, jednak ten ostatni uznawany jest obecnie za planetę karłowatą.
Układ Ziemia-Księżyc tak naprawdę przypomina bardziej układ dwóch planet. Wynika to z faktu, że rozmiary Księżyca są względnie duże w porównaniu do Ziemi; jego średnica stanowi 1/4 średnicy ziemskiej, a masa – 1/81 masy Ziemi. Mimo to pogląd ten jest krytykowany w świecie nauki ze względu na to, że barycentrum układu znajduje się 1700 km pod powierzchnią Ziemi (w 3/4 jej promienia, licząc od środka). Powierzchnia Księżyca stanowi mniej niż 1/10 powierzchni Ziemi, albo około 1/4 powierzchni jej lądów (tyle, co Rosja, Kanada i USA razem wzięte).
Ziemi towarzyszy kilka obiektów koorbitalnych, które nie są księżycami (nie okrążają planety wewnątrz jej strefy dominacji grawitacyjnej). Należą do nich planetoidy poruszające się po orbitach podkowiastych (pierwszą znaną była odkryta w 1986 (3753) Cruithne), planetoidy trojańskie (pierwszą znaną była 2010 TK7) oraz quasi-księżyce (najstabilniejszym jest (469219) Kamoʻoalewa). Planetoidy z tej ostatniej grupy wydają się krążyć wokół Ziemi, ale w rzeczywistości nie są z nią związane grawitacyjnie tak jak Księżyc.

### Pływy morskie
Występujące na Ziemi pływy morskie wywoływane są przez siły pływowe głównie grawitacji Księżyca, wyolbrzymiane przez różne zjawiska zachodzące w ziemskich oceanach. Pływowe siły grawitacyjne istnieją dzięki temu, że wody po stronie zwróconej ku Księżycowi są przez niego silniej przyciągane niż te po stronie przeciwnej. Siły te „rozciągają” oceany, nadając im kształt elipsy. Powstają wówczas dwa „wybrzuszenia” – obszary podwyższonego poziomu morza – po dwóch stronach Ziemi: zwróconej ku Księżycowi i przeciwnej, a obniżenie w miejscach prostopadłych do nich.
Opisane wyżej deformacje okrążają Ziemię w rytm wschodów i zachodów Księżyca będąc jednocześnie ciągniętymi przez obrót Ziemi, w wyniku czego wyprzedzają trochę Księżyc. Natężenie tego zjawiska zwiększane jest poprzez bezwładność wody oraz kumulację energii w mniejszej ilości wody na przybrzeżnych spłyceniach oceanów. Nakładanie się tych czynników jest analogiczne do efektu narastania fali przy brzegach. Przesunięcie deformacji Ziemi względem Księżyca „przyspiesza” ruch Księżyca, a spowalnia ruch obrotowy Ziemi, w związku z czym doba ziemska wydłuża się w ciągu stulecia o 2 tysięczne sekundy (jest to główna przyczyna wydłużania się doby). Wzrost momentu pędu ruchu orbitalnego Księżyca sprawia, że rośnie promień jego orbity o 3,8 cm na rok (jednocześnie prędkość nieznacznie maleje). Zjawisko to będzie trwało dopóki na Ziemi będą pływy lub obrót Ziemi nie zsynchronizuje się z obiegiem Ziemi przez Księżyc.

### Przejście Księżyca przez ziemską magnetosferę

Przejście Księżyca przez magnetosferę ziemską

Kiedy Księżyc jest w pełni, przechodzi przez magnetosferę ziemską. Na trzy dni przed pełnią Księżyc wchodzi w magnetosferę i pozostaje w niej przez 6 dni. Przez te 6 dni Księżyc jest zanurzony w gigantycznym obłoku plazmy z uwięzionymi w nim gorącymi cząstkami. Najlżejsze z tych bardzo mobilnych cząstek, elektrony, nadają powierzchni Księżyca ujemny ładunek elektryczny. Na księżycowej stronie oświetlonej promieniami słonecznymi, efekt ten jest neutralizowany przez nadfiolet wytrącający elektrony z powierzchni Księżyca, utrzymując stopień naładowania na stosunkowo niewielkim poziomie. Na ciemnej stronie gromadzące się elektrony podnoszą napięcie do setek, a nawet tysięcy woltów. W tej sytuacji wzrasta prawdopodobieństwo, że drobne cząstki pyłu księżycowego mogą unosić się nad powierzchnią, wyrzucane z niej poprzez odpychanie elektrostatyczne. Zjawisko to może utworzyć nocną, przejściową „pyłową atmosferę”. Księżycowa „atmosfera” może gromadzić się w coś w rodzaju przezroczystego wiatru. Unoszący się pył może przemieszczać się z silnie ujemnie naładowanej strony nocnej do słabo ujemnie naładowanej strony dziennej. Ten huragan pyłowy powinien być najsilniejszy w sektorze terminatora. Wiele z opisanych tutaj danych zawiera się jeszcze w obszarze spekulacji, bowiem astronauci programu Apollo nigdy nie przebywali na Księżycu w czasie pełni i nigdy nie doświadczyli przebywania w ziemskiej magnetosferze, lecz Lunar Prospector wykrył zmiany napięcia po ciemnej stronie Księżyca, podczas jego przechodzenia przez ziemską magnetosferę. Skoki napięcia występowały w zakresie od -200 do -1000 V.

## Zaćmienia

Zaćmienie Słońca w 1999

Zaćmienia występują, gdy Słońce, Ziemia i Księżyc znajdują się w jednej linii. Zaćmienia Słońca występują podczas nowiu, kiedy Księżyc znajduje się pomiędzy Ziemią a Słońcem. Z kolei zaćmienia Księżyca zdarzają się podczas pełni – gdy to Ziemia jest pomiędzy Księżycem a Słońcem.
Jako że inklinacja Księżyca (nachylenie do płaszczyzny ekliptyki) wynosi około 5%, zaćmienia nie zdarzają się podczas każdego obiegu Księżyca. Warunkiem wystąpienia zaćmienia jest przejście w momencie trwania nowiu lub pełni przez tzw. węzeł księżycowy, czyli punkt, w którym orbita Księżyca przecina się z płaszczyzną ekliptyki.
Okresowość zaćmień Słońca i Księżyca określana jest przez tzw. cykl Saros, trwający w przybliżeniu 6585,3 doby (18 lat, 11 dni i 8 godzin).
Średnica kątowa tarczy Księżyca widzianej z Ziemi zmienia się w pewnym stopniu, ze względu na ekscentryczność orbity. W perygeum obserwowana z Ziemi tarcza ma średnicę 33′28″, podczas gdy w apogeum 29′55″. Średnica kątowa Słońca widzianego z Ziemi zmienia się w mniejszym zakresie, od 31′31″ do 32′33″. Ta zmienność umożliwia występowanie dwóch rodzajów zaćmień Słońca: całkowitego i obrączkowego. W przypadku zaćmienia całkowitego, Księżyc całkowicie zakrywa dysk słoneczny i korona słoneczna staje się dostrzegalna gołym okiem. Zaćmienia obrączkowe występują, gdy Księżyc jest w pobliżu apogeum swego ruchu wokół Ziemi; jego wielkość kątowa jest wówczas mniejsza, w związku z czym nie jest on w stanie zakryć całego Słońca.
Jako że Księżyc powoli oddala się od Ziemi, jego wielkość kątowa maleje. Oznacza to, że setki milionów lat temu mógł on zawsze pokrywać całą tarczę słoneczną i zaćmienia obrączkowe nie występowały. Analogicznie, za 600 milionów lat Księżyc nie będzie w stanie zakryć całego Słońca i zjawisko zaćmienia całkowitego nie będzie więcej zachodzić.
Związane z zaćmieniami jest zjawisko okultacji. Księżyc zakrywa obszar nieba o rozmiarze kątowym równym 1/2 stopnia; okultacja zachodzi, gdy jasna gwiazda lub planeta przechodzi za jego tarczą. Dla przykładu, zaćmienie słoneczne to okultacja Słońca. Jako że Księżyc znajduje się stosunkowo blisko Ziemi, okultacje poszczególnych gwiazd nie są widoczne w tym samym czasie w różnych miejscach. Z kolei dzięki zjawisku precesji każdego roku Księżyc zakrywa inne gwiazdy.

## Obserwacja

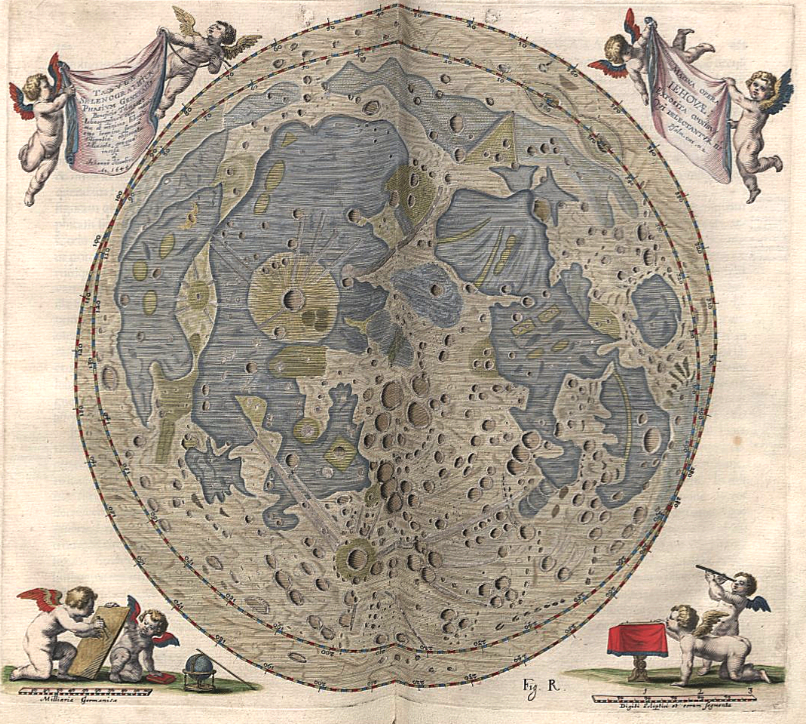
Mapa Księżyca autorstwa Jana Heweliusza z jego dzieła Selenographia

Podczas pełni, gdy Księżyc jest najjaśniejszy osiąga wielkość gwiazdową rzędu -12,6m. Dla porównania, wielkość gwiazdowa Słońca wynosi -26.8m. Gdy Księżyc znajduje się w pierwszej lub ostatniej kwadrze, jego jasność nie równa się połowie jasności w pełni, a zaledwie około 1/10 tej wartości. Dzieje się tak, ponieważ Księżyc nie jest idealnym reflektorem Lamberta (natężenie światła odbieranego przez obserwatora jest więc zależne od kąta obserwacji). Dodatkową rolę odgrywa tu efekt opozycji – poza pełnią na widocznej stronie Księżyca powstają cienie wywoływane przez różne wypukłości terenu, co zmniejsza ilość odbijanego światła.
Rozmiar kątowy Księżyca widzianego z Ziemi wynosi około 30'. Złudzenie optyczne sprawia, że Księżyc znajdujący się w pobliżu linii horyzontu wydaje się większy, lecz w rzeczywistości jego średnica kątowa zmniejsza się blisko widnokręgu o około 1,5%; spowodowane jest to nieznacznym wzrostem odległości między Księżycem a obserwatorem.
Na tle ciemnego nieba Księżyc wydaje się stosunkowo jasnym obiektem, mimo że odbija on jedynie 7% padającego nań światła (duża część jego powierzchni pokryta jest ciemnymi skałami bazaltowymi). Ma on bardzo niskie albedo, i jest de facto najsłabszym reflektorem w całym Układzie Słonecznym. Kontrast między ciemnym tłem a jasnym ciałem niebieskim sprawia, że ciało to postrzegane jest jako jasny obiekt.

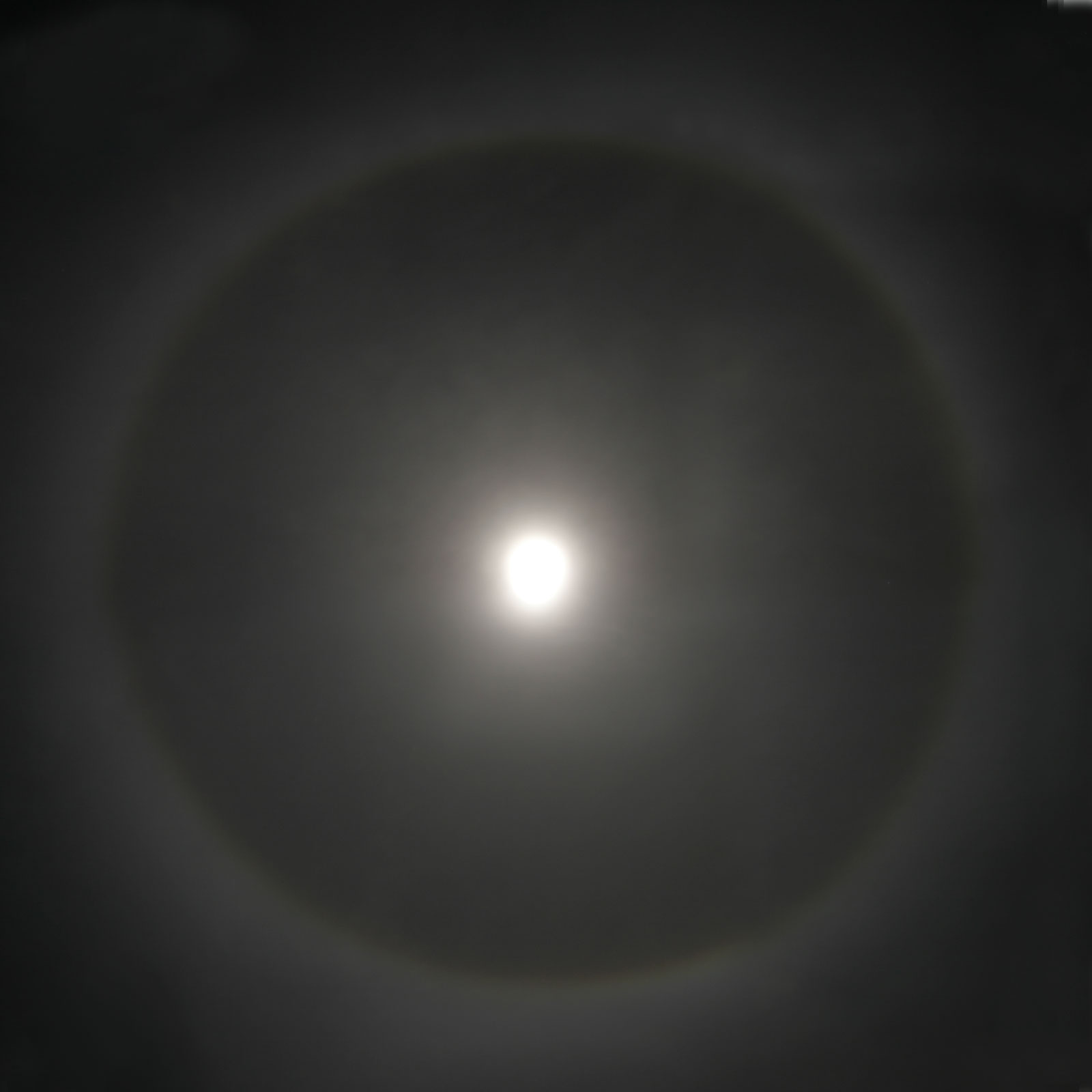
Halo wokół Księżyca

Największa wysokość Księżyca na niebie jest porównywalna z wysokością górowania Słońca. Zależy ona przede wszystkim od pory roku i fazy Księżyca – dla przykładu, Księżyc w pełni znajduje się najwyżej zimą. To, w którą stronę zwrócony jest półksiężyc, zależy z kolei od szerokości geograficznej obserwatora; w pobliżu równika Księżyc może przybrać kształt „łódki”.
Podobnie do Słońca, Księżyc powoduje różne efekty atmosferyczne, takie jak 22-stopniowej wielkości halo oraz mniejsze korony obserwowane częściej przez warstwę cienkich chmur.
Większość ludzi nie zdaje sobie sprawy z tego, iż Księżyc jest widoczny na nocnym niebie tylko przez kilka godzin. Wyjątkiem są tylko dni w okolicach pełni, kiedy Księżyc gości na niebie przez całą noc. W pierwszej kwadrze widoczny jest wieczorem i zachodzi około północy, a w ostatniej kwadrze wschodzi dopiero około północy.
Kolejnym błędnym poglądem na temat obserwacji Księżyca jest ten, że pełnia jest najlepszym momentem na obserwacje. W rzeczywistości przy obserwacji terminatora (linii wschodu lub zachodu Słońca na Księżycu), można dostrzec wyraźniej rzeźbę terenu Księżyca, dzięki cieniom rzucanym przez obiekty znajdujące się na powierzchni.

## Eksploracja Księżyca
Pierwszy krok w dziedzinie obserwacji Księżyca został poczyniony wraz z wynalazkiem teleskopu: Galileusz przy wykorzystaniu nowego instrumentu obserwował na jego powierzchni kratery i pasma górskie.
Zimnowojenny wyścig kosmiczny pomiędzy USA a Związkiem Radzieckim doprowadził do znacznego zwiększenia zainteresowania ziemskim satelitą. Bezzałogowe sondy, zarówno te przelatujące obok Księżyca, jak i lądujące na jego powierzchni, wysłano bezzwłocznie po tym, jak rozwój techniki stworzył taką możliwość. Sondy radzieckiego programu Łuna jako pierwsze osiągnęły powierzchnię Księżyca. Pierwszym bezzałogowym statkiem, który przezwyciężył ziemską grawitację 2 stycznia 1959, była Łuna 1. 13 września tego samego roku z księżycową powierzchnią jako pierwsza zderzyła się Łuna 2. 18 października 1959 roku Łuna 3 przesłała pierwsze zdjęcia niewidocznej strony Księżyca. Pierwsze miękkie lądowanie było dziełem statku Łuna 9, a na orbicie Księżyca jako pierwsza znalazła się Łuna 10 (oba w 1966). Próbki skał księżycowych zostały dostarczone na Ziemię podczas trzech misji Łuna 16, 20 i 24, oraz wypraw Apollo o numerach od 11 do 17 (wyłączając Apollo 13, którego lądowanie nie powiodło się).
Lądowanie na Księżycu pierwszych ludzi w roku 1969 uznaje się za moment kulminacyjny kosmicznego wyścigu. Neil Armstrong, dowódca misji Apollo 11, stał się pierwszym człowiekiem na powierzchni Srebrnego Globu, jako pierwszy stawiając stopę na Księżycu dokładnie o 02:56 GMT 21 lipca 1969 roku. Do dziś, sierpień 2025 ostatnią osobą, która stąpała po księżycowym gruncie, był Eugene Cernan, członek misji Apollo 17 w grudniu 1972. Amerykańskie lądowanie i zakończony sukcesem powrót były możliwe dzięki znacznemu rozwojowi technologii w dziedzinach takich jak produkcja osłon termicznych i teorie dotyczące ponownego wejścia w atmosferę (wczesne lata 60).
Podczas misji Apollo zainstalowanych zostało wiele zestawów instrumentów badawczych. Długoterminowe stacje ALSEP (Apollo lunar surface experiment package, ang. Zestaw eksperymentalny powierzchni Księżyca Apollo) zainstalowane zostały w miejscach lądowania statków misji Apollo 12, 14, 15, 16 i 17, podczas gdy stacja tymczasowa znana jako EASEP (ang. Early Apollo Scientific Experiments Package) stanęła na Księżycu podczas misji Apollo 11. Wyposażenie stacji ALSEP składało się m.in. z czujników ciepła, sejsmometrów, magnetometrów i kątowych retroreflektorów. Z powodów czysto finansowych zakończenie transmisji danych na Ziemię nastąpiło 30 września 1977. Mimo to używane w laserowym pomiarze odległości Ziemia-Księżyc (ang. LLR, lunar laser ranging) retroreflektory kątowe, jako instrumenty pasywne, wciąż znajdują się w użyciu. Mierzenie dystansu do stacji LLR jest okresowo powtarzane z ziemskich stacji nadawczych, zachowując dokładność do kilku centymetrów; dane pochodzące z tych badań wykorzystywane są do ustalenia dokładnych rozmiarów jądra księżycowego.

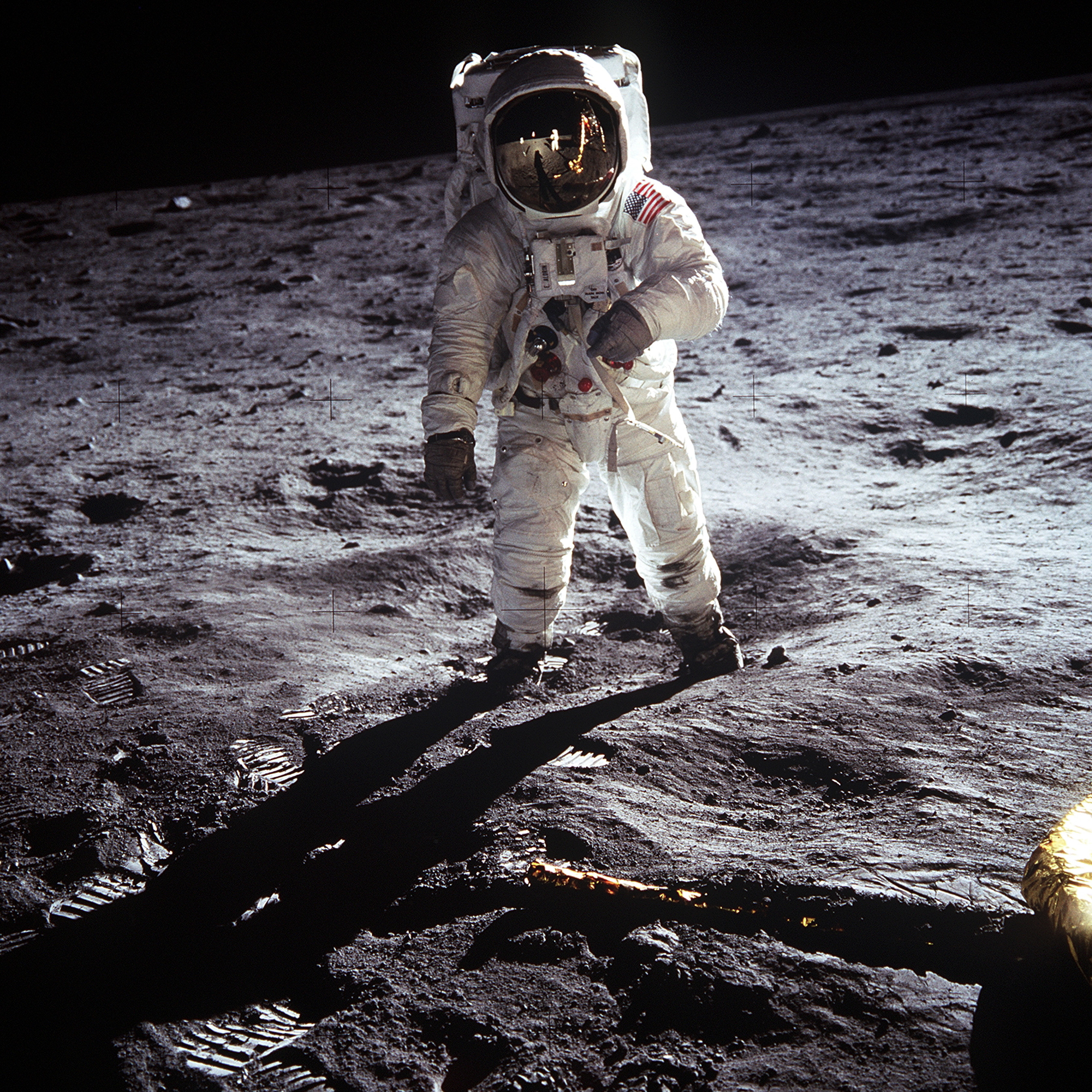
Astronauta Buzz Aldrin sfotografowany przez Neila Armstronga podczas pierwszego lądowania na Księżycu

Od połowy lat 60. XX w. do połowy lat 70. na Księżyc dotarło w sumie 65 obiektów stworzonych przez człowieka – tak załogowych, jak i zrobotyzowanych (10 w samym 1971 roku), przy czym jako ostatnia znalazła się na jego powierzchni Łuna 24 w roku 1976. Jedynie 18 z tych statków przeprowadziło kontrolowane miękkie lądowanie, a zaledwie 9 powróciło na Ziemię dostarczając próbek gruntu księżycowego. Po tym okresie Związek Radziecki zmienił główny obiekt swoich zainteresowań na Wenus i tworzenie stacji kosmicznych, zaś rząd USA zainteresował się badaniem Marsa i dalszych planet. W roku 1990 Japonia, jako trzeci kraj na świecie, umieściła na okołoksiężycowej orbicie statek nazwany Hiten. Wystrzelił on małą sondę Hagoromo, jednak awaria transmitera wykluczyła możliwość pozyskania danych naukowych.
W roku 1994 USA, wprawdzie jedynie za pomocą robota, powróciło na Księżyc, wysyłając sondę Clementine. Misja ta obejmowała stworzenie pierwszej topograficznej mapy Księżyca – na kształt map ziemskich – oraz pierwsze multispektralne obrazy jego powierzchni. Kolejną misją była wyprawa Lunar Prospectora, którego spektrometr neutronowy wykazał obecność anormalnie dużych ilości wodoru w pobliżu biegunów; spowodowane to jest prawdopodobnie obecnością lodu w górnych warstwach regolitu wewnątrz wiecznie zacienionych kraterów. Europejski Smart 1, wystrzelony 27 września 2003 roku, znajdował się na orbicie Księżyca od 15 listopada 2004 do 3 września 2006.
14 stycznia 2004 prezydent Stanów Zjednoczonych, George W. Bush, ogłosił plan przywrócenia misji załogowych na Księżyc (w ramach Programu Constellation) do roku 2020. W 2010 roku plan ten został anulowany przez administrację jego następcy Baracka Obamy, który wyznaczył jako cel lądowanie na planetoidzie, a następnie na Marsie. Kolejny amerykański prezydent, Donald Trump, ponownie wskazał Księżyc jako cel misji załogowej w bliskiej przyszłości. NASA planuje utworzenie permanentnej bazy lunarnej na jednym z biegunów.
Chińska Republika Ludowa opracowała plan eksploracji Księżyca i uruchomiła w tym celu program Chang’e. Próbnik Chang’e 1 wystartował 24 października 2007 roku, Chang’e 2 – 1 października 2010, zaś lądownik księżycowy Chang’e 3 14 grudnia 2013 roku umieścił na powierzchni Księżyca łazik Yutu. 7 grudnia 2018 w ramach misji Chang’e 4 wysłano lądownik z łazikiem Yutu 2, który 3 stycznia 2019 jako pierwszy w historii dotarł na niewidoczną z Ziemi stronę Księżyca.
14 września 2007 roku z kosmodromu Tanegashima wyniesiona została – w ramach misji Selene – japońska sonda Kaguya. Indie zamierzają wystrzelić w stronę Księżyca kilka bezzałogowych sond, poczynając od Chandrayaan-1, której start nastąpił 22 października 2008 oraz Chandrayaan-2, start nastąpił w lipcu 2019 roku, lądownik z łazikiem rozbił się podczas lądowania. Kraj ten planuje także wysłanie misji załogowej do 2030 roku.
18 czerwca 2009 roku została wyniesiona przez NASA sonda kosmiczna Lunar Reconnaissance Orbiter i umieszczona na orbicie Księżyca 23 czerwca. Podstawowym zadaniem sondy jest przeprowadzanie obserwacji na potrzeby programu lotów załogowych na Księżyc. Ze szczegółowych zdjęć wykonanych przez sondę korzysta również Moon Zoo – jeden z ogólnodostępnych internetowych projektów astronomicznych. Dwie bliźniacze sondy GRAIL wystrzelone 11 września 2011 zbadały pole grawitacyjne Srebrnego Globu. Kolejna amerykańska sonda do badań Księżyca – LADEE – wystartowała 7 września 2013.
Również Rosja zapowiedziała wznowienie zamrożonego wcześniej projektu Łuna-Głob, zakładającego wysłanie bezzałogowego lądownika Łuna 25 oraz sondy orbitującej Łuna 26.
Chronologiczna lista ludzi, którzy stanęli na Księżycu
1. Neil A. Armstrong (1930−2012)
2. Edwin E. „Buzz” Aldrin
3. Charles P. Conrad (1930−1999)
4. Alan L. Bean (1932−2018)
5. Alan B. Shepard (1923−1998)
6. Edgar D. Mitchell (1930−2016)
7. David R. Scott
8. James B. Irwin (1930−1991)
9. John W. Young (1930−2018)
10. Charles M. Duke
11. Eugene A. Cernan (1934−2017) − ostatni człowiek, który chodził po powierzchni Księżyca (stan na sierpień 2025)
12. Harrison H. Schmitt

## Historia poglądów

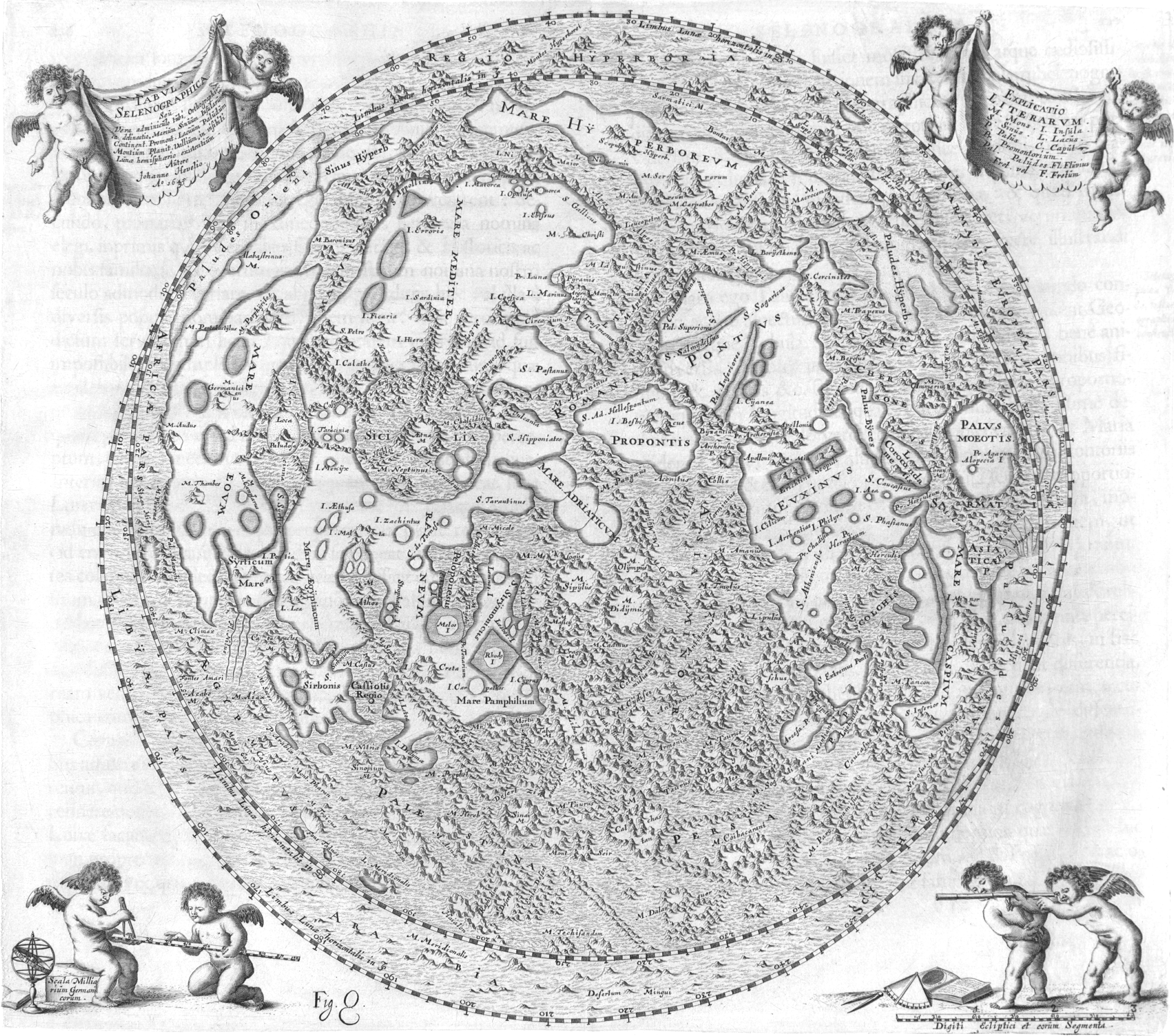
Mapa Księżyca wykonana przez gdańskiego astronoma Jana Heweliusza (1647)

Księżyc był tematem wielu dzieł sztuki i literatury, a także inspiracją dla niezliczonej rzeszy twórców. Jest często pojawiającym się motywem w malarstwie, poezji i dramacie, a także w prozie i muzyce. Niewykluczone, że najwcześniejszy z dotychczas odkrytych wizerunków Księżyca znajduje się w Knowth we wschodniej Irlandii i datowany jest na ok. 3000 lat p.n.e. Za pierwsze realistyczne przedstawienie Księżyca w sztuce Zachodu uważa się tarczę Srebrnego Globu namalowaną na dziennym niebie na dyptyku Ukrzyżowanie i Sąd Ostateczny Jana van Eycka (ok. 1430). Księżyc jest obecny w mitologii i astrologii. Według astrologii średniowiecznej ci, którzy ukształtowali się pod wpływem Księżyca są chwiejni i kapryśni, ale też niezależni; mają okrągłe twarze, są niskiego wzrostu i łatwo ulegają grzechowi próżniactwa. Księżyc jako najbliższy Ziemi i najbardziej zmienny z ciał niebieskich, o naturze zimnej, związanej z żywiołem wody miał wywierać największy wpływ na włóczęgów, magików, myśliwych, rybaków, młynarzy, żeglarzy i pływaków. Popularne są przesądy dotyczące wpływu faz Księżyca na psychikę – badania naukowe żadnego tego typu wpływu nie wykazały. Jest uważany za symbol ukrytych stron ludzkiej natury.
Pierwszej próby opisania Księżyca w sposób naukowy dokonał filozof grecki Anaksagoras, który – na podstawie obserwacji zaćmień oraz badań spadających na Ziemię meteorytów – wysunął hipotezę głoszącą, że Księżyc i Słońce są w rzeczywistości ogromnymi skalistymi obiektami, i że ten pierwszy odbija światło pochodzące od drugiego z ciał. Jego ateistyczne poglądy na zagadnienia związane z niebem stały się główną przyczyną uwięzienia i, ostatecznie, banicji.
Arystotelesowski opis Wszechświata umiejscawiał Księżyc na granicy pomiędzy obszarem zmiennych żywiołów (ziemi, wody, powietrza i ognia) a sferami planet i gwiazd stałych, zbudowanych z eteru. Podział ten był utrzymywany jako jeden z aksjomatów fizyki przez wiele wieków po Arystotelesie.

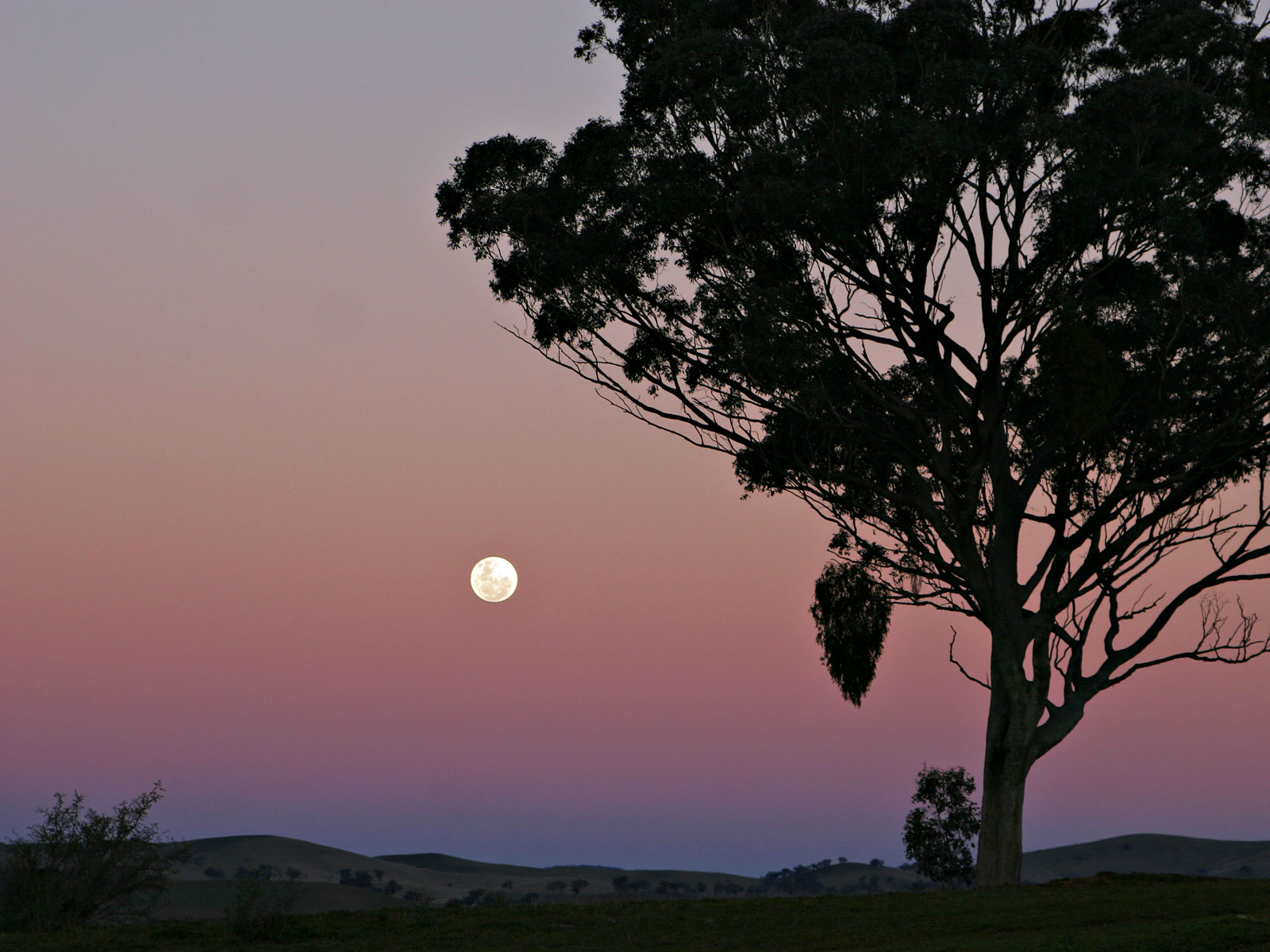
Księżyc podczas zachodu Słońca z widocznym Pasem Wenus

Zanim wynaleziono teleskop, a więc do czasów późnego średniowiecza, rozpowszechniał się obraz Księżyca jako idealnie gładkiej sfery. W roku 1609 Galileusz wykonał jeden z pierwszych szkiców Księżyca, opartych na obserwacjach teleskopowych. Zamieścił go w swojej książce Sidereus nuncius wraz z komentarzem, iż powierzchnia ziemskiego satelity urozmaicona jest licznymi pasmami górskimi oraz kraterami. Nieco później Księżyc jako ciało niebieskie pokrewne Ziemi opisał w dziele Selenographia (1647) Jan Heweliusz. Heweliusz zaproponował nawet, by nazewnictwo powierzchni Księżyca wzorować na ziemskiej geografii, lecz ostatecznie utrwaliła się nomenklatura, którą w 1651 roku na swojej mapie nanieśli Giovanni Battista Riccioli i Francesco Maria Grimaldi (przede wszystkim nazwy kraterów i mórz).
Pierwsi kartografowie tworzący mapy Księżyca nazwali ciemniejsze fragmenty jego powierzchni „morzami” (łac. maria), zaś jaśniejszym obszarom nadali nazwę „wyżyn” (łac. terrae) lub kontynentów. Istnienie życia na Księżycu rozważał m.in. Johannes Kepler w rozprawie Sen (1630–1634) i William Herschel w początkach swojej kariery astronomicznej. Możliwość istnienia życia na Księżycu była poddawana poważnej dyskusji jeszcze w I połowie XIX wieku. Podobnie rzecz się miała z naturą księżycowych kraterów: przez długi czas dyskutowano, czy mają pochodzenie wulkaniczne czy uderzeniowe; kwestię tę rozstrzygnięto w I połowie XX wieku.
W roku 1835 na łamach New York Sun ukazał się cykl sześciu artykułów, dowodzących istnienia egzotycznych form życia na Księżycu; zdarzenie to określane jest obecnie jako Wielkie Księżycowe Oszustwo (ang. Great Moon Hoax). Mniej więcej w tym samym czasie (lata 1834–1836) Wilhelm Beer i Johann Heinrich Mädler opublikowali swój czterotomowy atlas Mappa Selenographica oraz książkę Der Mond (1837), w których jasno stwierdzili, że Księżyc nie posiada niezbędnych dla życia atmosfery i wody. A mimo to jeszcze na początku XX wieku tacy astronomowie, jak Edward Charles Pickering z obserwatorium Harvard College, twierdzili, że Księżyc ma szczątkową atmosferę i okresowo pokrywa się lodem.
Do chwili wystrzelenia sondy Łuna 3 w 1959 nie istniały żadne obrazy niewidocznej strony Księżyca; jej dokładna mapa została opracowana w ramach programu Lunar Orbiter w latach 60.

## Polonica na Księżycu
Przedstawiciele ziem polskich po raz pierwszy pojawili się na mapie Księżyca w 1645. Michael Florentius van Langren uhonorował w ten sposób króla i możnowładców liczącej się w Europie Rzeczypospolitej: Władysława IV Wazę, księcia Jana Kazimierza, Stanisława Koniecpolskiego, Jerzego Ossolińskiego i ród Zamojskich; nie zapomniał też o Mikołaju Koperniku i Janie Heweliuszu. Zaproponowana przez Ricciolego i przyjęta przez późniejszych badaczy Srebrnego Globu konwencja sprawiła jednak, że ostatecznie wybór ograniczył się do uczonych mniej lub bardziej związanych z astronomią. Riccioli utrzymał na swojej mapie z Almagestum novum (1651) obu polskich uczonych, ale przypisał im inne kratery – i nazwy Copernicus oraz Hevelius już tam na zawsze pozostały. Selenotopographische fragmente Schrötera (1802) przypomniały o Stanisławie Lubienieckim (krater Lubiniezky) i Witelonie (Vitello).
Następne nominacje przyniósł dopiero XX wiek. Maria Skłodowska-Curie znalazła się wśród pierwszych 18 propozycji Akademii Nauk ZSRR, dotyczących odwrotnej strony Księżyca, zaaprobowanych przez Międzynarodową Unię Astronomiczną w 1961. Na zgromadzeniu ogólnym Unii w 1964 krater przyznano Tadeuszowi Banachiewiczowi. Zgromadzeniu ogólnemu Unii z 1970 Polacy zawdzięczają kolejnych osiem nominacji, na Księżycu znaleźli się: Witold Ceraski (krater Tseraskiy), Władysław Dziewulski (od 1976 dodatkowo jego imieniem nazywamy leżący w pobliżu krateru łańcuch górski), Jan Gadomski, Kazimierz Graff, Marian Kowalski (krater Koval’skiy), Wacław Sierpiński, Marian Smoluchowski i Jan Śniadecki.
W 1976 krater przyznano Franciszkowi Armińskiemu i Zygmuntowi Wróblewskiemu. Wtedy również zrezygnowano z używanej przez dłuższy czas w selenografii nazwy Rima Chopin (Bruzda Chopina), w zamian czyniąc kompozytora patronem sporego krateru na Merkurym. Felicjan Kępiński oraz Marcin Poczobutt-Odlanicki zostali zaaprobowani na liście księżycowej nomenklatury w 1979, Ary Sternfeld użyczył imienia kraterowi w 1991, Bernard Wapowski zaś – w 2009.
Z wymienionych tu polskich nazw na Księżycu osiem znajduje się na stronie widocznej (Copernicus, Hevelius, Lubiniezky, Vitello, Banachiewicz, Armiński, Kepinski i Wapowski), Graff w takim obszarze, że przy sprzyjającej libracji można go dostrzec. Trzy największe to Poczobut (średnica 212 km), Sklodowska (126 km) i Hevelius (114 km), najmniejszy jest Wapowski (12,5 km). Od niektórych kraterów z polskimi nazwami w późniejszych latach nazwano też kratery satelickie, dodając do ich nazwy wielkie litery alfabetu łacińskiego.
Zauważmy, że wybór „Polaków na Księżycu” zawsze jest do pewnego stopnia arbitralny, na przykład Ceraski występuje na liście Grupy Roboczej do spraw Systemu Nomenklatury Planetarnej Międzynarodowej Unii Astronomicznej (International Astronomical Union Working Group for Planetary System Nomenclature) jako astronom rosyjski, Graff zaś w roli uczonego niemieckiego. Nie do końca też wiadomo, jak potraktować krater Kasper (nazwany w 1979), który figuruje na liście jako „polskie imię męskie”.

## Wpływ na sen człowieka
Naukowcy Uniwersytetu w Bazylei w Szwajcarii pod przewodnictwem prof. Cajochena wykazali, że Księżyc ma wpływ na sen człowieka, a pełnia Księżyca powoduje:
- spadek o jedną trzecią aktywności mózgu w trakcie głębokiego snu,
- obniżenie się poziomu melatoniny,
- gorszą jakość snu,
- u nieświadomych uczestników eksperymentu wydłużenie się fazy zasypiania o 5 minut, jak również skrócenie się snu o 20 minut.

## Status prawny
Pomimo symbolicznego pozostawienia na Księżycu kilku flag Związku Radzieckiego (rozrzuconych przez Łunę 2 i podczas późniejszych, zakończonych lądowaniem misji) oraz USA, żaden naród nie przypisuje sobie obecnie własności żadnego obszaru gruntu księżycowego. Rosja i USA są sygnatariuszami Traktatu o przestrzeni kosmicznej, według założeń którego Księżyc podlega takiej samej jurysdykcji jak wody międzynarodowe (res communis). Traktat ten zabrania m.in. używania Księżyca w celach militarnych, przede wszystkim umieszczania tamże instalacji wojskowych oraz broni masowego rażenia (w tym broni nuklearnej), ale nie reguluje jego ekonomicznego wykorzystania np. wydobycia surowców naturalnych.
Mimo to amerykański przedsiębiorca Dennis Hope twierdzi, iż znalazł lukę w Traktacie o przestrzeni kosmicznej. Założył on w roku 1980 przedsiębiorstwo zwane Ambasadą Księżycową i, korzystając z faktu, że nikt przed nim tego nie uczynił, zajął praktycznie cały Układ Słoneczny. Od tamtej pory za pośrednictwem Ambasady sprzedaje on działki na widocznej stronie Księżyca; udało mu się dotychczas sprzedać 2 mln z 3 112 002 parcel, co przy cenie pojedynczej działki rzędu £15 daje przychód liczony w dziesiątkach milionów dolarów (nie ponosząc praktycznie żadnych kosztów własnych). Hope opracował nawet specjalną konstytucję regulującą prawa posiadacza działki księżycowej. Faktem jest jednak, że akt własności takiej działki nie ma praktycznie żadnej mocy prawnej, a może być jedynie oryginalnym prezentem.
Druga umowa międzynarodowa, zwana Traktatem Księżycowym, zakładała m.in. restrykcje w kwestii eksploatacji złóż księżycowych; nie została jednak ratyfikowana przez żadne z państw podejmujących misje kosmiczne.
W sierpniu 2007 NASA ogłosiła, że wszystkie przyszłe księżycowe misje kosmiczne oparte będą na jednostkach układu SI. Decyzja ta została podjęta dla ułatwienia współpracy z agencjami kosmicznymi państw używających obecnie systemu metrycznego:

Poza niewątpliwym ułatwieniem w przypadku sytuacji wyjątkowych, standard metryczny uczyni łatwiejszym nawiązywanie nowych form współpracy i kooperacji pomiędzy krajami tworzącymi swoje własne księżycowe programy kosmiczne. Wszystkie dane, naukowe czy operacyjne, będą podawane w kompatybilnych jednostkach – dla przykładu to, jak daleko musi przemieścić się pojazd, aby osiągnąć brzeg krateru. Jednolity system miar uczyni wymienianie się takimi danymi bardziej bezproblemowym.

## Znaczenie ekonomiczne
Duże oczekiwania dotyczące eksploracji Księżyca odnoszą się do potencjalnego odnalezienia i wykorzystania złóż helu-3. Poza tym, występują tam złoto, platyna i inne rzadkie pierwiastki używane do wyrobu elektroniki. 

## Galeria

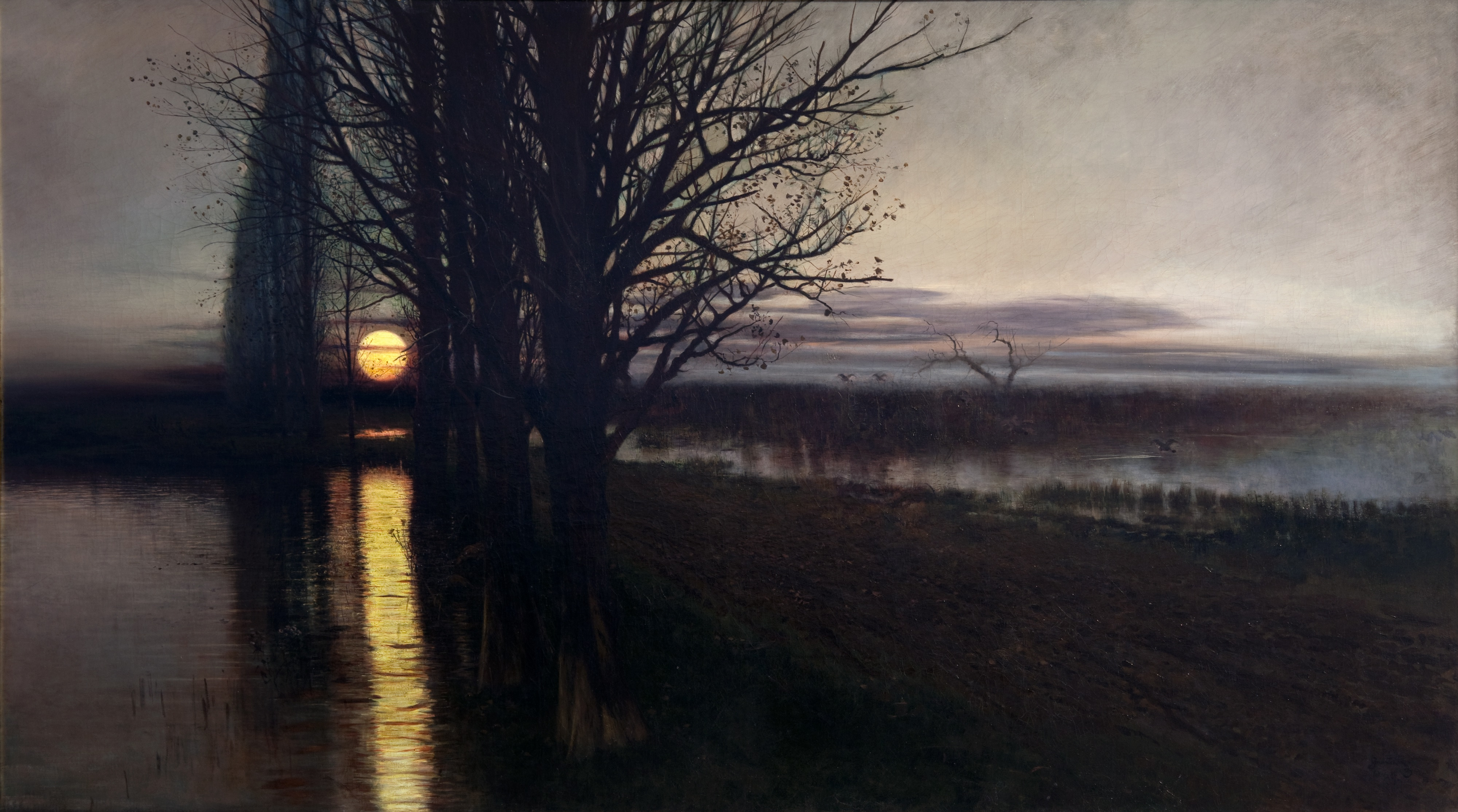
Wschód księżyca, obraz Stanisława Masłowskiego, 1884, Muzeum Narodowe w Krakowie

Północna półkula Księżyca w pierwszej kwadrze, dobrze widoczne baseny lawy („morza”), od prawej: Mare Fecunditatis, Mare Crisium (powyżej), Mare Tranquillitatis, Mare Serenitatis i Mare Imbrium (teleskop Newtona, 130 mm).

Południowa półkula Księżyca, po pierwszej kwadrze, a przed pełnią, wyraźnie widoczny krater Tycho (85 km średnicy i głębokości 4,5 km) z formacją górską pośrodku, od krateru rozchodzą się promieniście na odległość do 1500 km pasma jaśniejszego materiału skalnego wyrzuconego z powierzchni Księżyca w wyniku uderzenia planetoidy (teleskop Newtona, 130 mm).